# Championnat de France masculin de volley-ball 1969-1970
Navigation
Saison précédente Saison suivante
Le Championnat de France de volley-ball Nationale 1 1969-1970 a opposé les vingt meilleures équipes françaises de volley-ball.

## Listes des équipes en compétition
| \| Paris: · Amical Camou · CASG Paris · US Métro · Racing club de France · Paris UC · Stade Français Asnières Cannes Paris Lyon Montpellier Clamart Saint-Maur Sète Joinville-le-Pont Grenoble Strasbourg Tourcoing SC Colombes CO Vincennes Marseille \| Localisation des clubs engagés dans le championnat. |
| Paris: · Amical Camou · CASG Paris · US Métro · Racing club de France · Paris UC · Stade Français Asnières Cannes Paris Lyon Montpellier Clamart Saint-Maur Sète Joinville-le-Pont Grenoble Strasbourg Tourcoing SC Colombes CO Vincennes Marseille                                                           |

| Asnières sports             |
| Amical Camou                |
| AS Cannes                   |
| CSM Clamart                 |
| SC Colombes                 |
| AS Grenoble                 |
| CO Joinville                |
| ASUL Lyon Volley-Ball       |
| Stade Marseillais UC        |
| Montpellier Université Club |
| US Métro                    |
| CASG Paris                  |
| Paris UC                    |
| Racing club de France       |
| VGA Saint-Maur              |
| Arago de Sète               |
| Stade Français              |
| RC Strasbourg               |
| Tourcoing Sports            |
| CO Vincennes                |

## Formule de la compétition
- Afin de n'avoir plus qu'une poule de huit la saison suivante, au lieu de deux poules de huit, le championnat a été divisé en plusieurs phases :
  - 1er phase

1. Les 20 équipes (les 16 équipes de nationale 1 et les quatre premiers de nationale 2 de la saison précédente) sont divisées en 4 groupes de cinq.
2. Les deux premiers sont qualifiés pour la poule finale, Les 3e et 4e pour les 2 poules de descentes, les derniers des poules sont reversés dans des poules avec la Nationale 2.

- - 2em phase

1. Les huit équipes de la poule finale se disputent le titre de champion de France en matchs aller/retour
2. Les deux premiers des poules de descente sont qualifiés pour la deuxième phase de descente.

- - 3em phase

1. Les deux derniers de la poule finale au titre rencontrent les deux premiers de la poule de descente, les deux premiers sont maintenus en National 1 pour la saison suivante.

## Deuxième phase

### Poule finale
| # | Équipe                | Pts | J  | G  | P  | SP | SC |
| 1 | RC de France (T)      | 26  | 14 | 12 | 2  | 39 | 14 |
| 2 | Montpellier           | 24  | 14 | 10 | 4  | 36 | 16 |
| 3 | Joinville-le-Pont     | 23  | 14 | 9  | 5  | 35 | 25 |
| 4 | Sète                  | 21  | 14 | 7  | 7  | 32 | 26 |
| 5 | Tourcoing Sports      | 21  | 14 | 7  | 7  | 30 | 30 |
| 6 | Paris UC              | 20  | 14 | 6  | 8  | 27 | 28 |
| 7 | Saint-Maur-des-Fossés | 17  | 14 | 3  | 11 | 18 | 38 |
| 8 | Lyon                  | 16  | 14 | 2  | 12 | 10 | 40 |

|  | Barrages de relégation |

### Poules de descente

#### Première phase

##### Poule A
| # | Équipe         |
| 1 | Colombes       |
| 2 | Strasbourg     |
| 3 | Stade Français |
| 4 | CASG Paris     |

##### Poule B
| # | Équipe    |
| 1 | Clamart   |
| 2 | Cannes    |
| 3 | Grenoble  |
| 4 | Vincennes |

#### Deuxième phase
- CSM Clamart
- SC Colombes
- RC Strasbourg
- AS Cannes

#### Troisième phase
- VGA Saint-Maur
- ASU Lyon
- CSM Clamart
- SC Colombes

## Bilan de la saison
| Tableau d'Honneur |              |
| Compétition       | Vainqueur    |
| Nationale 1       | RC de France |

| Qualifications européennes 1970-1971 |              |
| Compétition                          | Qualifiés    |
| Coupe d'Europe des Clubs Champions   | RC de France |

| Promotions et relégations | |
| Relégués en Nationale 2   | VGA Saint-Maur AS Cannes AS Grenoble CO Vincennes RC Strasbourg Stade Français CASG Paris Asnières sports Amical Camou Stade Marseillais UC US Métro ? |